# 独立記念日 (インド)
独立記念日は、インドの休日および祝日であり、毎年8月15日に行われる。
1947年のイギリスからのインド独立（英連邦王国としてのインド連邦の独立。パキスタンとの分離独立となった日でもある）の後、1948年から行われている。
この日には軍事パレードなど、大がかりな祭典が行われる。